# ATP World Tour Finals 2010 - Doppio
Il doppio  dell'ATP World Tour Finals 2010 è stato un torneo di tennis facente parte dell'ATP World Tour 2010.
I detentori del torneo, Bob e Mike Bryan, sono stati eliminati in semifinale dalla coppia formata dal canadese Daniel Nestor e dal serbo Nenad Zimonjić, già vincitori del torneo nel 2007 e nel 2008. La coppia finalista della precedente edizione, Maks Mirny/Andy Ram, si è sciolta.
Daniel Nestor e Nenad Zimonjić hanno battuto in finale Mahesh Bhupathi e Maks Mirny 7–6(6), 6-4.

## Teste di serie
1. Bob Bryan /  Mike Bryan (semifinali)
2. Daniel Nestor /  Nenad Zimonjić (Vincitori)
3. Mahesh Bhupathi /  Maks Mirny (finale)
4. Lukáš Dlouhý /  Leander Paes (round robin)

1. Łukasz Kubot /  Oliver Marach (round robin)
2. Mariusz Fyrstenberg /  Marcin Matkowski (semifinali)
3. Wesley Moodie /  Dick Norman (round robin)
4. Jürgen Melzer /  Philipp Petzschner (round robin)

## Tabellone

### Legenda
| - Q = Qualificato - WC = Wild card - LL = Lucky loser | - ALT = Alternate - SE = Special Exempt - PR = Protected Ranking | - w/o = Walkover - r = Ritirato - d = Squalificato |

### Finali
|  | Semifinali | Semifinali                           | Semifinali                           | Semifinali | Semifinali |  |  | Finale | Finale                       | Finale                       | Finale | Finale |  |
|  |            |                                      |                                      |            |            |  |  |        |                              |                              |        |        |  |
|  | 6          | Mariusz Fyrstenberg Marcin Matkowski | Mariusz Fyrstenberg Marcin Matkowski | 4          | 4          |  |  |        |                              |                              |        |        |  |
|  | 3          | Mahesh Bhupathi Maks Mirny           | Mahesh Bhupathi Maks Mirny           | 6          | 6          |  |  | 3      | Mahesh Bhupathi Maks Mirny   | Mahesh Bhupathi Maks Mirny   | 68     | 4      |  |
|  | 2          | Daniel Nestor Nenad Zimonjić         | 6                                    | 3          | 12         |  |  | 2      | Daniel Nestor Nenad Zimonjić | Daniel Nestor Nenad Zimonjić | 7      | 6      |  |
|  | 1          | Bob Bryan Mike Bryan                 | 3                                    | 6          | 10         |  |  |        |                              |                              |        |        |  |

### Gruppo A
|   |                                      | Bryan               | Dlouhý Paes         | Fyrstenberg Matkowski | Melzer Petzschner   | RR V–P | Set V–P | Game V–P | Classifica |
| 1 | Bob Bryan Mike Bryan                 |                     | 6-3, 6-4            | 6-2, 6(4)–7, [8-10]   | 6-3, 7-5            | 2-1    | 5-2     | 45-33    | 2          |
| 4 | Lukáš Dlouhý Leander Paes            | 3-6, 4-6            |                     | 3-6, 6(3)–7           | 6(9)–7, 6-4, [8-10] | 0-3    | 1-6     | 36-44    | 4          |
| 6 | Mariusz Fyrstenberg Marcin Matkowski | 2-6, 7–6(4), [10-8] | 6-3, 7–6(3)         |                       | 6-3, 7–6(7)         | 3-0    | 6-1     | 50-38    | 1          |
| 8 | Jürgen Melzer Philipp Petzschner     | 3-6, 5-7            | 7–6(9), 4-6, [10-8] | 3-6, 6(7)–7           |                     | 1-2    | 2-5     | 37-45    | 3          |

La classifica viene stilata in base ai seguenti criteri: 1) Numero di vittorie; 2) Numero di partite giocate; 3) Scontri diretti (in caso di due giocatori pari merito ); 4) Percentuale di set vinti o di games vinti (in caso di tre giocatori pari merito ); 5) Decisione della commissione.

### Gruppo B
|   |                              | Nestor Zimonjić  | Bhupathi Mirny | Kubot Marach     | Moodie Norman | RR V-P | Set V-P | Game V-P | Classifica |
| 2 | Daniel Nestor Nenad Zimonjić |                  | 7–6(5), 7-6(1) | 0-6, 6-1, [6-10] | 6-1, 6-2      | 2-1    | 5-2     | 30-22    | 1          |
| 3 | Mahesh Bhupathi Maks Mirny   | 6(5)–7, 6(1)–7   |                | 7–6(2), 6-4      | 6-4, 6-4      | 2-1    | 4-2     | 36-30    | 2          |
| 5 | Łukasz Kubot Oliver Marach   | 6-0, 1-6, [10-6] | 6(2)–7, 4-6    |                  | 1-6, 3-6      | 1-2    | 2-5     | 21-30    | 4          |
| 7 | Wesley Moodie Dick Norman    | 1-6, 2-6         | 4-6, 4-6       | 6-1, 6-3         |               | 1-2    | 2-4     | 23-28    | 3          |

La classifica viene stilata in base ai seguenti criteri: 1) Numero di vittorie; 2) Numero di partite giocate; 3) Scontri diretti (in caso di due giocatori pari merito ); 4) Percentuale di set vinti o di games vinti (in caso di tre giocatori pari merito ); 5) Decisione della commissione.